# Vol. 3: (The Subliminal Verses)
Vol. 3: (The Subliminal Verses) je v pořadí třetí studiové album americké metalové skupiny Slipknot vydané u nakladatelství Roadrunner Records.

## Track list
1. Prelude 3.0 – 3:57
2. The Blister Exists – 5:19
3. Three Nil – 4:48
4. Duality – 4:12
5. Opium of the People – 3:12
6. Circle – 4:22
7. Welcome – 3:15
8. Vermilion – 5:16
9. Pulse of the Maggots – 4:19
10. Before I Forget – 4:38
11. Vermilion Pt. 2 – 3:44
12. The Nameless – 4:28
13. The Virus of Life – 5:25
14. Danger - Keep Away – 3:16

### Speciální edice Bonus Disc
1. Don't Get Close – 3:47 (B-side z Duality - singl)
2. Scream – 4:31 (B-side z Vermilion - singl)
3. Vermilion (Terry Date Mix) – 5:25
4. Danger - Keep Away – 7:55 (prodloužená verze)
5. The Blister Exists – 5:17 (živě)
6. Three Nil – 4:57 (živě)
7. Disasterpiece – 5:25 (živě z Londýna)
8. People = Shit – 3:54 (živě)

## Videa
1. The Blister Exists
2. Duality
3. Vermilion
4. Before I Forget
5. Vermilion Pt. 2
6. The Nameless

## Obsazení
- Corey Taylor (8) — zpěv
- Mick Thomson (7) — kytara
- Shawn Crahan (6) — bicí
- Craig Jones (5) — samply
- James Root (4) — kytara
- Chris Fehn (3) — zpěvné vokály
- Paul Gray (2) — baskytara
- Joey Jordison (1) — bicí
- Sid Wilson (0) — DJ